# Sorsasaari (ö i Norra Karelen, Joensuu, lat 62,56, long 29,60)
Sorsasaari är en ö i Finland. Den ligger i sjön Pyhäselkä och i kommunen Libelits i den ekonomiska regionen  Joensuu ekonomiska region  och landskapet Norra Karelen, i den sydöstra delen av landet, 400 km nordost om huvudstaden Helsingfors. Öns area är 4 hektar och dess största längd är 360 meter i sydöst-nordvästlig riktning.